# 여덟 번의 감정
"여덟 번의 감정"은 2010년에 개봉한 대한민국의 영화이다.

## 캐스팅
- 김영호 : 종훈 역
- 황인영 : 선영 역
- 윤주희 : 은주 역
- 송은영 : 선희 역
- 이경선 : 상미 역
- 전병철 : 동우 역
- 박상규 : 은주 아빠 역
- 김혜정 : 은주 엄마 역
- 신영진 : 갤러리 대표 역
- 명계남 : 전승환 화백 역 (특별출연)
- 박광수 : 남 교수 역 (특별출연)
- 반이정 : 미술평론가 역 (특별출연)
- 서범석 : 목사 목소리 역 (특별출연)
- 이완호 : 피지 나레이션 역 (특별출연)